# Jak získávat přátele a působit na lidi
Jak získávat přátele a působit na lidi je světový bestseller od Dalea Carnegieho. Bylo ho po celém světě prodáno přes 15 miliónů výtisků přesto, že původně bylo zamyšleno, že vyjde pouze pár výtisků. Kniha byla napsána ve 30. letech 20. století, ale s popularizací knihy, která postupně rostla, byla kniha přepsána do současné moderní podoby. Na začátku knihy Carnegie ukazuje, co dělali všichni světoví velikáni, než se stali úspěšnými a jak se vlastně chovali. 
Díky tomu, že zjistili a pochopili tajemství interpersonální komunikace, začalo se jim dařit. Ať už se jedná o bývalého prezidenta USA Lincolna, kterému je v knize věnováno hodně prostoru, až po známé herce a zpěváky. V každé kapitole Carnegie ukazuje, jak správně jednat s lidmi. Kniha má 262 stran. 
Kniha byla přeložena do mnoha jazyků včetně češtiny. Na základě této knihy probíhá i v Evropě spousta seminářů, která se řídí tímto tématem. Jak ale čas plynul, odborné recenze se staly kritičtějšími a vyčetly Carnegiemu, že je neupřímný a manipulativní.

## Seznam pravidel
Pravidla jsou v knize vždy uvedena praktickými příklady a konkrétním jednáním historických velkých osobností.

### Základní pravidla jednání s lidmi:
1. Nekritizujte, neposuzujte, nestěžujte si!
2. Upřímně chvalte!
3. Vzbuďte v druhých dychtivou touhu!

### Šest způsobů, jak se zalíbit lidem:
1. Zajímejte se upřímně o lidi.
2. Usmívejte se.
3. Pamatujte si, že vlastní jméno zní člověku nejsladčeji a nevýznamněji ze všech slov.
4. Buďte pozornými posluchači. Mějte druhé k tomu, aby hovořili o sobě.
5. Hovořte o tom, co zajímá druhého.
6. Upřímně vzbuďte v druhém pocit, že je důležitou osobou.

### Dvanáct způsobů, jak přesvědčit lidi:
1. Vyhrajete jen tehdy, když se nepřete.
2. Ukažte, že si vážíte přesvědčení druhých. Nikdy nikomu neříkejte, že se mýlí.
3. Mýlíte-li se, uznejte to rychle a ochotně.
4. Začínejte přátelsky.
5. Veďte druhého k tomu, aby sám souhlasil.
6. Nechte hovořit druhého.
7. Nechte druhého v domnění, že ta myšlenka je jeho.
8. Upřímně se snažte dívat se na věci očima druhého.
9. Mějte ohled na přání a mínění druhého.
10. Dovolávejte se ušlechtilých pohnutek.
11. Podávejte své myšlenky napínavě.
12. Vyzvěte k soutěživosti.

### Devět způsobů, jak změnit lidi, aniž se jich dotknete:
1. Začněte s chválou a s upřímným uznáním.
2. Na chyby upozorněte nepřímo.
3. Než začnete kritizovat druhého, promluvte o svých chybách.
4. Přikazujte otázkou, nikdy přímo.
5. Šetřete důstojnost druhého.
6. Pochvalte každé sebemenší zlepšení. Buďte poctivě uznalí a nešetřete chválou.
7. Idealizujte lidi.
8. Povzbuzujte! Přesvědčte, že napravit chybu je snadné, že to, co od druhého požadujete, může snadno vykonat.
9. Hleďte, aby druhý byl šťasten, může-li učinit, co si přejete.